# Перейру (Алкотин)
Перейру (порт. Pereiro) — район (фрегезия) в Португалии, входит в округ Фару. Является составной частью муниципалитета Алкотин. По старому административному делению входил в провинцию Алгарве (регион). Входит в экономико-статистический субрегион Алгарве, который входит в Алгарве. Население составляет 287 человек на 2001 год. Занимает площадь 101,25 км².
Покровителем района считается Апостол Марк (порт. São Marcos).